# Egon Schönhof
Egon Oskar Schönhof (* 9. April 1880 in Wien; † 19. Oktober 1942 im KZ Auschwitz) war ein österreichischer Rechtsanwalt und Politiker.

## Leben
Egon Schönhof wurde als Sohn des jüdischen Rechtsanwalts Friedrich Schönhof in Wien geboren und konvertierte 1900, im Alter von 20 Jahren, zusammen mit seinem Vater vom Judentum zum römisch-katholischen Glauben.
Schönhof war Schüler am Akademischen Gymnasium in Wien, ehe er von 1898 bis 1903 Rechtswissenschaften an der Universität Wien studierte. 1904 erhielt er seinen Doktortitel. Nach knapp sechs Jahren, in denen Schönhof als Konzipient für andere Rechtsanwälte gearbeitet und sich auf diese Weise Praxis angeeignet hatte, eröffnete er 1911 eine eigene Kanzlei im dritten Wiener Gemeindebezirk Landstraße.
Nach seinem Militärdienst als Einjährigfreiwilliger in der Zeit von 1901 bis 1903 wurde er 1904 zum Leutnant der Reserve befördert. Kurz nach dem Ausbruch des Ersten Weltkriegs trat er als Soldat in die Gemeinsame Armee Österreich-Ungarns ein, in der er bereits 1914 mit signum laudis zum Oberstleutnant befördert wurde. Schönhof geriet im Mai 1915 in russische Kriegsgefangenschaft und wurde in den kommenden fünf Jahren in zahlreichen Zwangsarbeitslagern interniert, zuletzt im Lager bei Kansk in Sibirien. Als er im Jahr 1920 nach Österreich zurückkehrte, war er nicht nur ein freier Mann, sondern hatte sich, auch beeinflusst durch die Oktoberrevolution, die er miterlebt hatte, von einem liberalen Intellektuellen zum überzeugten Kommunisten gewandelt.
Schönhof trat bald darauf der Kommunistischen Partei Österreichs (KPÖ) bei und begann, in den 1920er Jahren Parteigenossen vor Gerichten zu verteidigen. Auch war er Rechtsanwalt für den KPÖ-Bundesparteivorsitzenden Johann Koplenig, als dieser 1927 nach dem Wiener Justizpalastbrand wegen Hochverrats angeklagt wurde. Als er 1925 auch in Rumänien Kommunisten verteidigen sollte, wurde ihm dies jedoch von staatlicher Seite untersagt und er aus Rumänien ausgewiesen.
1930 erschien der von ihm verfasste Ratgeber Wie verhält sich ein Proletarier vor Gericht?. Im 1928 erschienenen Rotbuch gegen Schobers Weißbuch, an dem Schönhof mitarbeitete, wurde der Wiener Justizpalastbrand aus der Sicht der KPÖ geschildernt. Schönhof war sowohl bei der Nationalratswahl 1927 als auch bei der darauf folgenden Parlamentswahl des Jahres 1930 Kandidat der KPÖ. Beide Male verfehlte die KPÖ jedoch den Einzug in den Nationalrat. 1932 wurde Schönhof in den Vorstand der Marxistischen Arbeiterschule (MASCH) des Historikers Arnold Reisberg gewählt. Die Schule tagte in einem Lokal im ersten Bezirk Innere Stadt. Hier hielt er im Januar 1933 eine erste Vorlesung gegen Faschismus und Nationalsozialismus. Als die KPÖ im Herbst 1933 verboten wurde, legte Schönhof zwar Protest beim Verfassungsgerichtshof ein, scheiterte damit jedoch.
Während des Österreichischen Bürgerkriegs des Februars 1934 übernahm Schönhof keine relevante Rolle, dennoch verbrachte er rund zwei Jahre im Anhaltelager Wöllersdorf in Polizeihaft. Als er 1936 wieder auf freien Fuß gesetzt wurde, wurde er unter Polizeiaufsicht gestellt.
Noch am Tag des „Anschlusses“ Österreichs an Deutschland, am 12. März 1938, wurde Schönhof von der Geheimen Staatspolizei (Gestapo) verhaftet und ins Polizeigebäude Rossauer Lände gebracht. Am 17. Juni 1938 wurde er ins KZ Dachau deportiert und am 22. September 1938 nach Buchenwald. Obwohl man versuchte, Schönhof durch ein Auslandsvisum frei zu bekommen, gelang dies nicht. Anfang Oktober 1942, nach vier Jahren in Buchenwald, wurde Schönhof ins KZ Auschwitz nach Polen deportiert. Die Lageraufzeichnungen geben an, dass Schönhofs Transport am 17. Oktober das Lager erreicht hätte. Zwei Tage nach seiner Ankunft, am 19. Oktober 1942, wurde Egon Schönhof, der durch die Entbehrungen bereits physisch geschwächt gewesen sein soll, von der Schutzstaffel (SS) in der Krankenbaracke durch eine Injektion von Benzin ermordet. Andere Quellen geben abweichend davon an, dass Schönhof vor seinem Tod zumindest zwei Wochen in Auschwitz gewesen war.